# Municipio de Union (condado de LaPorte)
El municipio de Union (en inglés: Union Township) es un municipio ubicado en el condado de LaPorte en el estado estadounidense de Indiana. En el año 2010 tenía una población de 2348 habitantes y una densidad poblacional de 32,54 personas por km².

## Geografía
El municipio de Union se encuentra ubicado en las coordenadas 41°27′55″N 86°39′8″O / 41.46528, -86.65222. Según la Oficina del Censo de los Estados Unidos, el municipio tiene una superficie total de 72.15 km², de la cual 72,03 km² corresponden a tierra firme y (0,16 %) 0,11 km² es agua.

## Demografía
Según el censo de 2010, había 2348 personas residiendo en el municipio de Union. La densidad de población era de 32,54 hab./km². De los 2348 habitantes, el municipio de Union estaba compuesto por el 90,25 % blancos, el 5,32 % eran afroamericanos, el 0,38 % eran amerindios, el 0,21 % eran asiáticos, el 0,94 % eran de otras razas y el 2,9 % eran de una mezcla de razas. Del total de la población el 4,26 % eran hispanos o latinos de cualquier raza.